# اینتر-ایجوئیس
اینتر-ایجوئیس (به پرتغالی: Entre-Ijuís) یک منطقهٔ مسکونی در برزیل است که در ریو گرانده جنوبی واقع شده‌است. اینتر-ایجوئیس ۵۵۲٫۶۰ کیلومتر مربع مساحت و ۸٬۴۱۱ نفر جمعیت دارد.